# Locomotiva FS 136
Le locomotive gruppo 136 FS erano locomotive a vapore con tender, a vapore saturo e a semplice espansione, a 2 cilindri esterni che le Ferrovie dello Stato incorporarono successivamente al rilevamento del parco macchine della ex Rete Mediterranea e Rete Adriatica. Fino al 1907 avevano costituito il gruppo FS 131

## Storia
Le locomotive vennero commissionate dalla Società italiana per le strade ferrate meridionali a varie fabbriche tra cui la Cail di Parigi e le Officine Grafenstaden e consegnate all'esercizio a partire dagli anni sessanta del XIX secolo. Nel 1885 vennero divise, assieme alle linee, tra Rete Adriatica (gruppo RA 40) e Rete Mediterranea (gruppo RM 2028-2052). 
Buona parte delle suddette locomotive venne incorporata nel parco macchine FS in seguito al riscatto delle reti nel 1905 e immatricolata nel nuovo gruppo 131 FS ma nel 1907, in seguito al riordino generale seguito all'immissione degli altri rotabili gruppo ex SFM riscattati dopo il 1906, vennero immesse nel gruppo 136. Le locomotive erano già di tipo obsoleto e venne radiate pochi anni dopo; 2 unità, la ex RM 2029 e la ex RM 2039 erano ancora presenti e in esercizio nel 1915.

## Caratteristiche
Le locomotive avevano la configurazione classica delle macchine per viaggiatori dell'epoca in cui vennero costruite e rappresentavano un tipo di realizzazione piuttosto comune: il rodiggio era costituito da 2 assi accoppiati mediante biella e da un asse portante anteriore di diametro minore. Il diametro degli assi motori era di 1670 mm, il diametro delle ruote anteriori era di 1170 mm con un bordino uguale per tutte di 65 mm.
La trasmissione del moto dal motore a 2 cilindri esterni avveniva mediante biella motrice esterna. La distribuzione del vapore avveniva per mezzo di cassetti piani con sistema di azionamento Stephenson. Il posto di guida era, secondo i canoni dell'epoca, costituito da uno spazio estremo in piattaforma coperto da una semplice tettoia in corrispondenza.
Le locomotive provenienti dalla ex RM avevano una caldaia lunga 6.740 mm, che poteva contenere un volume medio di 3,75 m³ d'acqua (considerati a 10 cm sul cielo del forno), a 177 tubi bollitori del diametro di 50/45 mm che fornivano una superficie globale di riscaldamento, assieme al cielo del forno, di 113,6 m². La caldaia a regime era tarata a 9 bar ed era in grado di fornire un volume di vapore di 1,6 m³. Il forno, delle dimensioni di 1310 x 1050 mm, aveva una graticola della superficie utile di 1,34 m²; la produzione normale di vapore asciutto orario era di 4.560 kg.
Il meccanismo motore delle macchine era a due cilindri esterni, con distribuzione del vapore a cassetto piano secondo il sistema Stephenson. La trasmissione del moto era a biella motrice esterna con azionamento sul primo asse motore della locomotiva e trasmissione con biella di accoppiamento sul secondo asse. Il diametro mediamente elevato degli assi motori, pari a 1.670 mm a ruote nuove, ne faceva una macchina atta a servizi viaggiatori di medio livello con punte massime di 65 km/h.
Lo sforzo di trazione massimo alla periferia delle ruote motrici, alla massima pressione di lavoro, era di 4640 kg, mentre quello massimo applicabile all'avviamento in corrispondenza di un coefficiente di aderenza 1:7 era di 3070 kg. La potenza normale sviluppata a 45 km/h era 298 kW.
La locomotiva era priva di freni automatici ad aria o a vuoto e si affidava a quelli a mano del tender della massa totale in assetto di servizio di 21,5 t. Ogni locomotiva trainava un tender a 2 assi in grado di trasportare 3 tonnellate di carbone e 6800 litri di acqua. La lunghezza totale (tender compreso) era di 14.302 mm. L'altezza era di 4.180 mm per le ex RM.